# Sørvågen
Sørvågen is een plaats in de Noorse gemeente Moskenes, provincie Nordland. Sørvågen telt 463 inwoners (2007) en heeft een oppervlakte van 0,75 km².